# Halberstadt CL.II
Halberstadt CL.II – niemiecki dwumiejscowy dwupłatowy samolot myśliwski, zaprojektowany w 1916 roku w zakładach lotniczych Halberstadt.

## Historia
W 1916 roku lotnictwo niemieckie podjęło decyzję o budowie dwumiejscowych samolotów myśliwskich, które miałyby spełniać funkcję samolotów myśliwskich i wywiadowczych, które mogłyby działać w grupach osłaniając się wzajemnie.
Konstrukcji takiego właśnie samolotu podjął się inż. K. Theiss z zakładów lotniczych Halberstadt, który zaprojektował samolot w 1916 roku. Prototyp tego samolotu oblatano już na początku 1917 roku i po wprowadzeniu go do produkcji seryjnej oznaczono jako Halberstadt CL.II.
Samolot Halberstadt CL.II był napędzany silnikiem rzędowym, umieszczonym z przodu kadłuba i w górnej części wystający przed kabinę. Płaty były podparte słupkami i usztywnione cięgnami stalowymi. Kadłub miał konstrukcję półskorupową, kryty był sklejką, za kabiną miał kształt stożka, kończącego się wierzchołkiem w tylnej części. Dawało to dobrą widoczność i dobre pole ostrzału strzelcowi z tyłu. Kabina odkryta, z przodu stanowisko pilota, z tyłu strzelca pokładowego lub obserwatora.
Ogółem od 1917 roku do końca I wojny światowej w kilku wytwórniach lotniczych w Niemczech wyprodukowano 1200 samolotów Halberstadt CL.II.

## Użycie bojowe
Po raz pierwszy samoloty Halberstadt CL.II weszły na wyposażenie eskadr na froncie zachodnim w końcu lipca 1917 roku. Atakowały m.in. angielskie zgrupowanie wojsk lądowych pod Cambrai we Francji. W czasie wojny znalazły się na wyposażeniu lotnictwa niemieckiego w eskadrach osłonowych [Schutzstaffel, w skrócie Schusta], wsparcia [Schlachtstaffel, w skrócie Schlasta] oraz eskadrach do współpracy z artylerią [Fliegerabteilung Artillerie, w skrócie FA (A)]. Najbardziej sprawdziły się jako lekkie samoloty wsparcia wojsk lądowych.

## Użycie w lotnictwie polskim
W lipcu 1919 roku Komisja Zakupu Sprzętu Ministerstwa Spraw Wojskowych zakupiła w Gdańsku 6 samolotów Halberstadt CL.II. W sierpniu 1919 roku weszły one w skład 8 eskadry wywiadowczej. Użyto ich w wojnie polsko-bolszewickiej.
Jeden samolot tego typu zmontowano ze zdobytych części w czerwcu 1920 roku w warsztatach lotniczych na lotnisku Ławica w Poznaniu. Służył on do szkolenia załóg w Wyższej Szkole Pilotów w Poznaniu.

## Opis techniczny
Samolot Halberstadt CL.II był dwupłatowym, dwumiejscowym samolotem myśliwskim oraz bliskiego rozpoznania i wsparcia, o konstrukcji mieszanej, kabiny odkryte, podwozie stałe – klasyczne, silnik rzędowy, śmigło dwułopatowe, drewniane.